# 超立体マスク
超立体マスク（ちょうりったいマスク）とは、2003年（平成15年）1月にユニ・チャームから発売された立体タイプのマスクである。

## 概要
超立体マスクは立体構造で顔にぴったりフィットし、マスクと口の間に空間ができて呼吸がしやすく、特に女性にとっては化粧が崩れない・化粧が落ちにくいようにできたマスク。
すでに1990年代後半に病院等では販売されており、徐々に花粉症患者層に普及した。
2003年の発売当初は外で着けるのは恥ずかしいとも言われていたが、そのデザインの良さが認められ、現在では花粉症患者以外（風邪・インフルエンザの飛沫感染予防など）でも普及した。
また、アニメやゲームのキャラクターのコスプレ愛好家にも使用されることがある。
意匠登録だけでなく商標登録も取得しており、日経BPデザイン賞2003（プロダクト部門銀賞）も受賞した。

## 種類
超立体マスクは、2016年12月現在「風邪・花粉用」と「ウイルスガード」と大まかに2タイプあり、細かく分類すると、
- 風邪・花粉用
  - ユニ・チャーム 超立体マスク（7枚入り）
  - ユニ・チャーム 超立体マスク スタンダード（30枚入り）
  - ユニ・チャーム 超立体マスク こども（3枚入り）
- ウイルスガード
  - ユニ・チャーム 超立体マスク ウイルスガード（4枚入り ※通常品(3枚入り)よりも1枚増やした増量品での発売）

がある。
「超立体マスク」・「超立体マスク スタンダード」・「超立体マスク ウイルスガード」いずれの製品も、小さめサイズ、ふつうサイズ、大きめサイズの3サイズが設定されている。「超立体マスク こども」は、マスクの色とデザインが異なる「男の子用」と「女の子用」の2種類があり、サイズは園児・低学年向けのサイズとなる。「超立体マスク こども」は2014年に「超立体マスク キッズ（2008年1月発売）」をリニューアルした製品で、本製品に設定されていた「高学年サイズ」は、他の「超立体マスク」シリーズの小さめサイズでの代替対応の為、廃止となった。
また、業務用（病院などを対象）として、以下の商品がある。
- ソフトーク超立体マスク (50枚入り・100枚入り・150枚入り) - 「ノーズフィット」非搭載、1層構造、花粉用相当
- ソフトーク超立体マスク サージカルタイプ (50枚入り・100枚入り) - 「ノーズフィット」非搭載、3層構造、細菌遮断効率（BFE）98.8％、風邪・花粉用からノーズフィットを取り除いた物